# De Dietrich Type Ibis

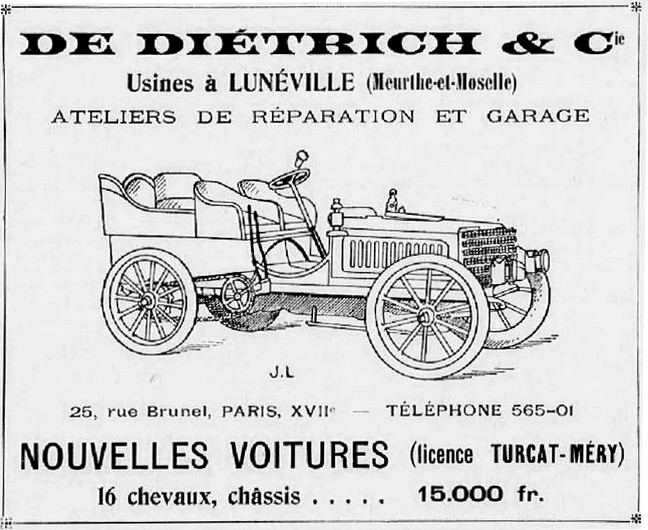
Anzeige von 1902

Der De Dietrich Type Ibis ist ein Pkw-Modell aus den 1900er Jahren. Hersteller war die Société de Dietrich et Cie de Lunéville in Frankreich.

## Beschreibung
Die Produktion begann im Jahr 1902, spätestens im Dezember 1902 zum Pariser Autosalon, und lief bis 1903. Im Jahr darauf folgte der Type SI mit einem Motor gleicher Größe.
Der Motor entstand nach einer Lizenz von Turcat-Méry. Er ist ein Vierzylinder-Reihenmotor mit IOE-Ventilsteuerung. Jeweils zwei Zylinder sind paarweise zusammengegossen. 104 mm Bohrung und 120 mm Hub ergeben 4077 cm³ Hubraum. Der Motor war damals in Frankreich steuerlich mit 16 CV eingestuft.
Der Motor ist vorn längs im Fahrgestell eingebaut. Er treibt über Ketten die Hinterräder an. Die Bremse wirkt zeittypisch nur auf die Hinterachse.
Der ebenfalls 1903 angebotene De Dietrich Type I hat einen Zweizylindermotor mit denselben Zylinderabmessungen.
Ein Fahrzeug von 1902 mit dem britischen Kennzeichen A 2101 ist erhalten geblieben. Der Tonneau wurde 2014 für rund 1 Million Pfund Sterling versteigert.

## Autorennen
De Dietrich setzte im Juni 1902 beim Rennen von Paris nach Wien drei dieser Fahrzeuge ein. Die Fahrer waren Merville, Gras und Vigneau. Weitere Einsätze waren im Juli 1902 beim Course de côte de Laffrey, ebenfalls im Juli 1902 durch Claude Loraine-Barrow und Phil Stead beim Circuit des Ardennes sowie im Oktober 1902 beim Course de côte de Spa.